# Drew MacIntyre

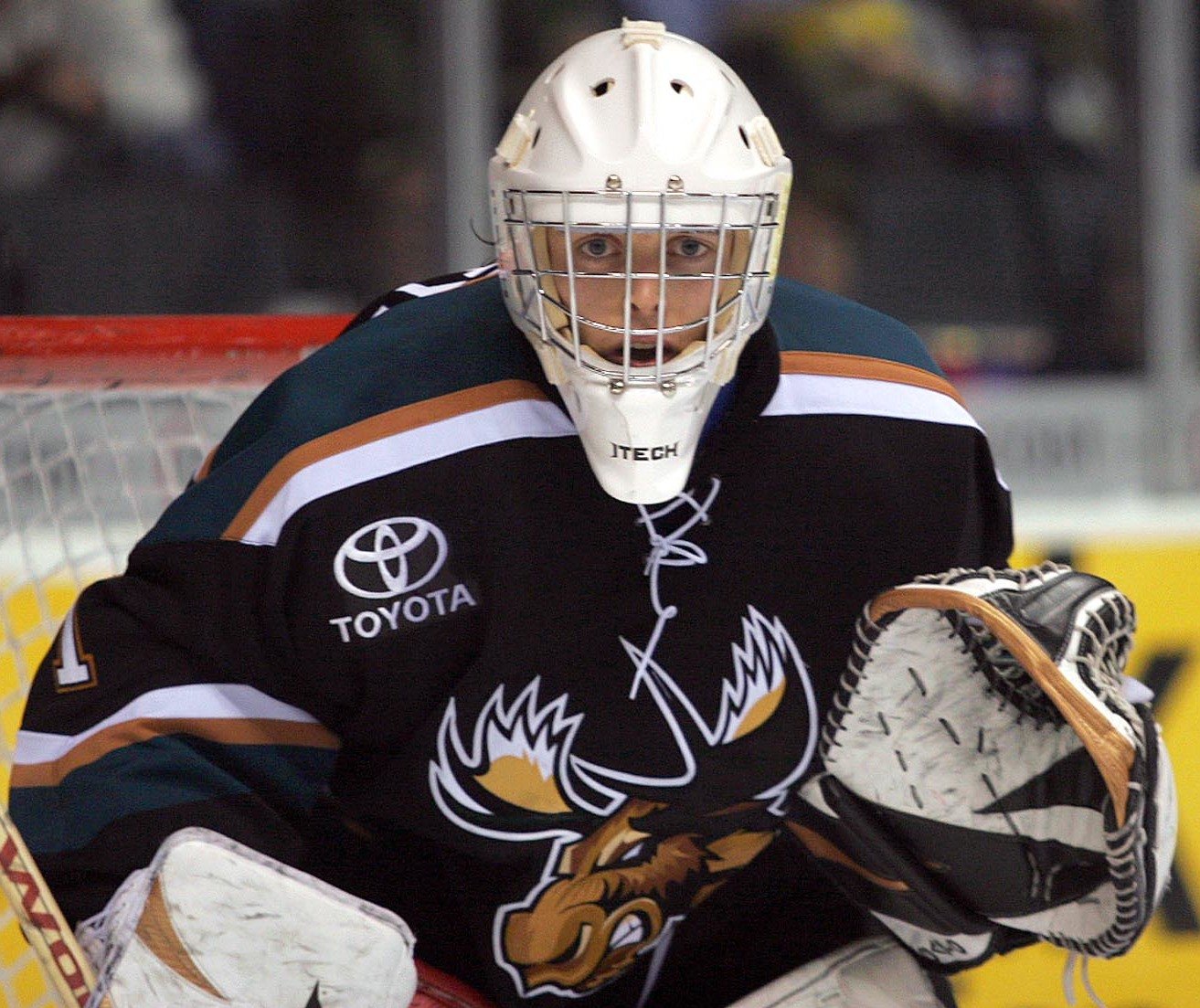
Drew MacIntyre v dresu týmu Manitoba Moose

Drew MacIntyre (* 24. červen 1983 Charlottetown) je bývalý kanadský profesionální hokejový brankář. Jako kariérní hráč severoamerické AHL, ve které odehrál přes 400 utkání základní části, nastoupil také k šesti utkáním v NHL. Dvě sezóny odehrál v Evropě a profesionální hráčskou kariéru zakončil v Japonsku.

## Kluby podle sezón
- 2003–2004 Toledo Storm
- 2004–2005 Toledo Storm, Grand Rapids Griffins
- 2005–2006 Toledo Storm, Grand Rapids Griffins
- 2006–2007 Manitoba Moose
- 2007–2008 Manitoba Moose, Vancouver Canucks
- 2008–2009 Milwaukee Admirals
- 2009–2010 Chicago Wolves
- 2010–2011 Chicago Wolves, Hamilton Bulldogs
- 2011–2012 Rochester Americans, Buffalo Sabres
- 2012–2013 HC Lev Praha, Reading Royals
- 2013–2014 Toronto Marlies	AHL, Toronto Maple Leafs NHL
- 2014–2015 Charlotte Checkers AHL
- 2015–2016 Charlotte Checkers AHL, Rockford IceHogs AHL